# Raionul Vasîlkiv, Kiev
Vasîlkiv (în ucraineană Васильківський район, transliterat: Vasîlkivskîi raion) este un raion în regiunea Kiev, Ucraina. Reședința sa este orașul regional Vasîlkiv, care nu aparține raionului.

## Demografie
Componența lingvistică a raionului Vasîlkiv
     Ucraineană (95,35%)
     Rusă (4,15%)
     Alte limbi (0,26%)
Conform recensământului din 2001, majoritatea populației raionului Vasîlkiv era vorbitoare de ucraineană (95,35%), existând în minoritate și vorbitori de rusă (4,15%).